# آرامگاه امامزاده شاه محمد زید
بقعه امامزاده شاه محمد زید مربوط به دوره زند است و در شهرستان سمنان، جاده روستایی جوین واقع شده و این اثر در تاریخ ۲۵ اسفند ۱۳۸۰ با شمارهٔ ثبت ۵۶۵۰ به‌عنوان یکی از آثار ملی ایران به ثبت رسیده است.